# بوتو طويل الذيل
بوتو طويل الذيل (الاسم العلمي: Nyctibius aethereus)، هو نوع من الطيور يتبع فصيلة بوتو ضمن رتبة السبديات. يستوطن البرازيل، فنزويلا، غيانا، كولومبيا، الإكوادور، بيرو، بوليفيا، باراغواي والأرجنتين.